# Aeroportul Polacca
Aeroportul Polacca (IATA: PXL, FAA LID: P10) este un aeroport din Arizona, Statele Unite ale Americii ce deservește zona Polacca⁠(d). A fost numit după zona deservită.
Situat la o altitudine de 1.699 m, aeroportul dispune de 1 pistă.

## Infrastructură

### Piste
Aeroportul dispune de o singură pistă. Pista 04/22 are suprafața de asfalt și dimensiunile 4.200 picioare × 50 picioare. 